# 李景略
李景略（750年—804年），幽州良乡县（今北京市房山区东南）人，唐朝将领。
他的祖父是李楷固，父亲是檀州刺史、密云军使李承悦。李景略初以荫补幽州府功曹参军，大历末年，寓居河中，阖门读书。李怀光为朔方节度使，招他入幕府。五原有偏将张光，挟私杀妻，张光有钱，狱吏不敢揭发。李景略问出实情，张光伏法。李景略被授为大理司直，转任监察御史。李怀光屯军咸阳，表露出反心萌。李景略劝说无效，于是退归私家。
李景略被灵武节度使杜希全征辟在幕府，转任殿中侍御史，兼丰州刺史、西受降城使。丰州是回纥来使至唐朝的通道。之前刺史多懦弱，回纥来使都平起平坐。当时回纥派遣梅录将军随宦官薛盈珍入朝，李景略想要以气势压服他。李景略对梅录表示，回纥可汗刚刚去世，想要以吊礼祭祀。于是登高垅以待。梅录伏地痛哭，李景略安抚他说，可汗弃世，我用此礼助你追慕。回纥来使骄容威气消失，以父辈称呼李景略。从此回纥使见李景略，都拜在庭前，于是有威名。杜希全上表诬奏，李景略贬为袁州司马。杜希全死後，李景略被征为左羽林将军，对策延英殿，有大臣风度。
河东节度使李说有病，李景略担任太原少尹、节度行军司马。回纥使梅录将军入朝，李说设宴，梅录争座次，李说不能制止，李景略却呵斥他。梅录将军就是过丰州的，认出李景略，于是下拜：“不是丰州李端公吗？不拜在你的麾下很长时间了，现在这么瘦了。”又拜，于是命他坐在次席。将吏宾客看到李景略，更加敬畏。说心不平，贿赂神策中尉窦文场，想要除掉李景略。
一年后，有风言说回纥将南下阴山，丰州应该有适当人选。唐德宗知李景略在边地之事。窦文场在旁，说李景略堪当边任，于是以李景略为丰州刺史、兼御史大夫、天德军西受降城都防御使。李景略节用约己，凿咸应、永清二渠，溉田数百顷，整齐政令，雄于北疆，威服了回纥。天下人可惜没有发挥李景略的才能。贞元二十年，李景略在丰州去世，时年五十五岁，赠工部尚书。

## 延伸阅读
[在维基数据编辑]
 《舊唐書/卷152》，出自刘昫《舊唐書》
 《新唐書·卷170》，出自《新唐書》